# Obljubek
Obljubek je priimek v Sloveniji, ki ga je po podatkih Statističnega urada Republike Slovenije na dan 1. januarja  2012 uporabljalo 32 oseb.
- Dora Obljubek(Dora Sirk) (1903—1999), pesnica
- Franc Obljubek (1863—1944), politik
- Franc Obljubek (1933—1986), kulturni delavec v Kanadi